# Nouri Ouznadji
Nouri Ouznadji, född den 30 december 1984 i Alger, är en algerisk fotbollsspelare som för närvarande spelar forward för USM Blida i den algeriska ligan (Algerian Championnat National).

## Klubbkarriär
- 2003–2008 NA Hussein Dey  ALG
- 2008-2009 JS Kabylie  ALG
- 2009-2012 USM Alger  ALG
- 2012- USM Blida  ALG